# Patricia Blair
Patricia Blair, nacida Patsy Lou Blake, (Fort Worth, Texas, 15 de enero de 1933 - North Wildwood, Nueva Jersey, 9 de septiembre de 2013) fue una actriz estadounidense de cine y televisión.
Blair apareció en varias películas y series de televisión. En el cine debutó en el drama bélico Jump Into Hell (1955) y su última aparición fue en El jinete eléctrico (1979). Apareció en diversas series de televisión destacando, por el número de episodios en que intervino, The Rifleman y Daniel Boone, esta última protagonizada por Fess Parker.
Blair murió en su casa de North Wildwood (Nueva Jersey, EE. UU.) a los 80 años de edad a causa de un cáncer de mama.

## Filmografía seleccionada

### Películas
- Jump Into Hell (1955)
- Crime Against Joe (1956)
- The Black Sleep (1956)
- City of Fear (1959)
- Cage of Evil (1960)
- El jinete eléctrico (1979)

### Televisión
- The Dennis O'Keefe Show, 1 episodio (1960)
- The Bob Cummings Show, 1 episodio (1957)
- Yancy Derringer, 5 episodios (1957)
- The Rifleman, 22 episodios (1962–1963)
- El virginiano, 1 episodio (1963)
- Perry Mason, 1 episodio (1963)
- Bonanza, 1 episodio (1964)
- Daniel Boone, 46 episodios (1964–1970)